# Berberi
Berberi (koji se nazivaju i Imazigeni, "slobodan čovjek", Amazigh) grana Hamita nastanjena kroz saharsko područje sjeverne Afrike, a obuhvaćaju niz snažnih plemena među kojima se ističu Tuarezi, Rifi, Kabili, Šlehi, Beraberi i drugi.  U sjevernoj Africi ima otprilike 70 milijuna Berbera koji govore berberskim jezicima, napose u Alžiru, Maroku, Tunisu, Libiji, Egiptu, Mauritaniji, Maliju i Nigeru. Vjerski i jezično znatan dio Berbera je arabiziran. 
Među poznatim Berberima su: sv. Augustin, kralj Ptolemej od Mauretanije, istraživač Ibn Batuta i francuski nogometni reprezentativci Zinedine Zidane i Karim Benzema.

## Kultura
Kultura Berbera u sjevernoj Africi datira unazad 4000 godina, davno prije dolaska prvih Arapa. Njihove najpoznatije države bile su Mauritanija i Numidija. Između 11 i 13. stoljeća, Almoravidi i Almohadi, dvije velike berberske dinastije kontroliraju velike dijelove Španjolske, kao i znatan dio sjeverozapadne Afrike.
Berberi danas sebe identificiraju prvenstveno kroz jezik, koji čini jednu od glavnih grana afrazijskih jezika, kao i kroz svoje tradicionalne običaje i kulturu, kao što su neke pjesme i plesovi.
Tradicionalno Berberi su nomadi koji su karavanama deva putovali Saharom trgovačkim rutama koje su spajale subsaharsku s mediteranskom Afrikom. Ova putovanja bila su jedini način kojim se trgovačka roba mogla dopremati u različite krajeve mediteranske, saharske i subsaharske Afrike, a aktivna je još i danas, premda u znatno manjoj mjeri. Znatan dio Berbera danas je sjedilačko stanovništvo koje se bavi poljodjelstvom i uzgojem goveda, ovaca i koza. Ženski posao je domaćinstvo, tkanje i lončarstvo. Njihove nastambe su kolibe od gline i šatori od kozje dlake. Nomadski Berberi još uvijek se bave trgovinom, prenoseći robu trgovačkim putovima između udaljenih sela.

## Povijest
Sve do arapskog osvajanja u 7. stoljeću Berberi su uspjeli očuvati svoju svijest u borbi protiv raznih stranih agresora, počevši od Feničana, kasnije Kartažana, Rimljana i Bizantinaca. Od 683. oni postupno počinju prelaziti na islam i miješaju se s Arapima. Od Arapa su različiti, čine poseban narod koji sebe naziva "Imazighen", što znači "slobodni ljudi". Lojalni su svojim tradicijama i svojem jeziku.
Većina berberske populacije bila je locirana u području Atlasa, Rifa i Anti Atlasa. Bili su organizirani u otprilike 700 plemena vezanih u velike konfederacije.

## Jezici
Berberski jezici sastoje se od nekoliko glavnih skupina, to su: zenaga (1) jezik; tamasheq (4) jezika; sjevernoberberski (17) jezika; guanči (1) jezik; istočnoberberski (3) jezika.

## Plemena
Shilha Berberi: 
Atta
Berberi Kanarskih otoka,
Drawa
Imazighen
Menasser
Južni Shilha
Tekna
Uregu
Warain
Zekara
Izarguien
Shawiya Berberi
Shawiya
Saharski Bertberi
Awjilah
Figig::Filala
Jofra
Taznatit
Tidikelt Tamzight
Tougourt
Duaish
Duwinna
Ghadames
Jabal Nafusah
Jerba
Masna
Matmata
Mzab
Ouargla
Sawknah
Siwa
Tamezret
Taoujjout, Nafusi
Zawa
Zuwarah
Riff Berberi
Ghomara
Rif Berberi
Kabyle Bereberi
Kabyle (Kabili)
Chenoua,
Maroko: Ait 'Ali, Ait 'Atta, Ait 'Ayyash, Ait Ba 'Amran, Ait Hadiddu, Ait Idrassen, Ait Imyill, Ait Izdig, Ait Khebache, Ait Massad, Ait Mhand, Ait Murghad, Ait Ndhir, Ait n-Nuss, Ait Oumalou, Ait Saghrushshn, Ait Siddrat, Ait Sukhman, Ait Walnzgit, Ait Warayin, Ait Wawzgit, Ait Yafeman, Ait Yusi, Aith 'Ammarath, Aith Sa'id, Aith Waryaghar, Aith Wurishik, Ammeln, Ashtuken, Id aw Zkri, Id aw-Kansus, Id aw-Ltit, Id aw-Tanan, Id aw-Zaddagh, Idemsiren, Igedmiwen, Iglawn, Igundafen, Ihahan, Ihansalen, Imsfiwen, Imtuggan, Ind aw-Zal, Isaffen, Iseksawen, Isuktan, Iziyyan, l-Akhsas, Malen, Mjjat, Zimmur.

## Vanjske poveznice
- Berbers
- Berber
- Moroccan Charm: Art of the Berber Tribes  Arhivirana inačica izvorne stranice od 13. rujna 2008. (Wayback Machine)